# Parque Quase-Nacional Hida-Kisogawa
O Parque Quase-Nacional Hida-Kisogawa é um parque quase-nacional localizado nas prefeituras japonesas de Gifu e Aichi. Estabelecido em 3 de março de 1964, tem uma área de 18 075 hectares.